# Rotterdam-Maaskantprijs
De Rotterdam-Maaskantprijs is een oeuvreprijs die om de twee jaar wordt uitgereikt door de Stichting Rotterdam-Maaskant aan personen die “een belangrijke bijdrage hebben geleverd aan de culturele beleving van architectuur of landschapsinrichting door hierover te publiceren, te doceren of andere stimulerende en sturende werkzaamheden uit te voeren”. De prijs voor de 'Grote' Rotterdam-Maaskantprijs bestaat uit een oorkonde en een geldbedrag van € 25.000,-.
Er is ook een Rotterdam-Maaskantprijs voor Jonge Architecten. De 'Jonge' Maaskantprijs, een geldbedrag van € 5.000,- en een bijdrage aan een communicatieve uiting, is een aanmoedigingsprijs voor architecten onder de 36 jaar.
Beide prijzen zijn vernoemd naar- en ingesteld door de Rotterdamse architect Hugh Maaskant (1907-1977) die daartoe in 1976 de stichting oprichtte. Maaskant leverde een belangrijke bijdrage aan de wederopbouw van Rotterdam na de Tweede Wereldoorlog. Onder meer het Groothandelsgebouw, de Euromast (1958-60), het Hiltonhotel (1960-64) en het scholencomplex Technikon (1968-71) zijn ontwerpen van zijn hand. 

## Prijswinnaars Grote Rotterdam-Maaskantprijs
- 2024 - Collectief achter NL2120[1]
- 2022 - Floris Alkemade, architect en stedenbouwkundige[2]
- 2020 - Michelle Provoost[3]
- 2018 - de 'makers' van Ruimte voor de Rivier, representanten die staan voor 'een community vanuit het bedrijfsleven, nationale en regionale overheden, bewoners en andere belanghebbenden van Ruimte voor de Rivier.'
- 2016 - Tracy Metz, journalist, auteur en presentator, vanwege 'de vele publicaties, activiteiten en initiatieven die zij sinds 1980 op het gebied van ruimtelijke kwaliteit heeft ontplooid'
- 2014 - Piet Oudolf, tuin- en landschapsontwerper, vanwege 'de passie en gedrevenheid waarmee hij al vijfendertig jaar de mogelijkheden en grenzen van de landschapsarchitectuur verkent'
- 2012 – Arnold Reijndorp, stadssocioloog en hoogleraar 'sociaal-economische en ruimtelijke ontwikkelingen van nieuwe stedelijke gebieden' aan de Universiteit van Amsterdam wegens ‘zijn langdurige betrokkenheid bij en eigenzinnige fascinatie voor de sociaal-maatschappelijke aspecten van de gebouwde omgeving'
- 2010 – Auke van der Woud, hoogleraar architectuur- en stedenbouwgeschiedenis aan de Rijksuniversiteit Groningen wegens ‘zijn excellente onderzoek naar de negentiende eeuw’
- 2008 – Adri Duivesteijn wethouder RO te Almere, die de prijs ontvangt voor de manier waarop hij jarenlang zeer consistent en consequent bijdraagt aan het ontwikkelen van ideeën over architectuur, die aanzetten tot discussie en maatschappelijke bewustwording
- 2006 – Carel Weeber, ontwerper van soms omstreden bouwwerken zoals de Peperklip in Rotterdam en de Zwarte Madonna in Den Haag. Ook had hij grote invloed als hoogleraar aan de TU Delft, waar meer dan 600 architecten bij hem zijn afgestudeerd.
- 2004 – niet uitgereikt (de jury had 'het rijksbouwmeesterschap' voor de prijs voorgedragen)
- 2002 – landschapsarchitect Dirk Sijmons
- 2000 – Maarten Kloos, directeur van de stichting ARCAM te Amsterdam
- 1998 – Delftsch Bouwkundig Studenten Gezelschap Stylos
- 1996 – niet uitgereikt (de jury had de Rotterdamse Haven voorgedragen)
- 1994 – Riek Bakker
- 1992 – Ypke Gietema, voormalig Groninger wethouder van Ruimtelijke Ordening
- 1990 – directeur generaal Gerrit Blom van Rijkswaterstaat, voor het communicatieproces rond de Deltawerken
- 1988 – Geert Bekaert, publicist en hoogleraar
- 1986 – Rem Koolhaas
- 1984 – hoogleraar Architectuur- en Stedenbouwgeschiedenis Ed Taverne met het Kunsthistorisch Instituut van de Rijksuniversiteit Groningen
- 1982 – Aldo van Eyck
- 1979 – Stichting Wonen, Amsterdam
- 1977 – Aktiegroep Oude Westen, Rotterdam

## Prijswinnaars Jonge Rotterdam-Maaskantprijs
- 2021 - architecten Raoul Vleugels en Niels Groeneveld van Werkstatt, Eindhoven
- 2019 - architect Donna van Milligen Bielke van Studio Donna van Milligen Bielke, Amsterdam
- 2017 - ontwerper, onderzoeker en activist Arna Mačkić, oprichter Studio L A, Amsterdam
- 2015 - ontwerper en onderzoeker Maarten Gielen, oprichter van ontwerperscollectief Rotor, te Brussel
- 2013 - landschapsarchitecten Eric-Jan Pleijster, Cees van der Veeken en Peter Veenstra, oprichters LOLA landscape architects te Rotterdam
- 2011 - architect Nanne de Ru, mede-oprichter van architectenbureau Powerhouse Company, Rotterdam/Kopenhagen
- 2009 - de Belgische architect Julien De Smedt, mede-oprichter van architectenbureau PLOT, Kopenhagen
- 2007 - architecten Elma van Boxel en Kristian Koreman van bureau ZUS, Rotterdam
- 2005 - architect Oliver Thill van Atelier Kempe Thill, Rotterdam
- 2003 - architectenbureau 51N4E Space Producers uit Brussel
- 2001 - architectuurhistoricus Wouter Vanstiphout van Bureau Crimson te Rotterdam
- 1999 - Edzo Bindels, Ruurd Gietema, Arjan Klok en Henk Hartzema, Collectief te Rotterdam
- 1997 - architect Christian Rapp, Amsterdam/Berlijn
- 1995 - landschapsarchitect Adriaan Geuze, Rotterdam
- 1993 - architect Liesbeth van der Pol, Amsterdam
- 1991 - architect Willem Jan Neutelings, Rotterdam
- 1989 - architect Wiel Arets, Heerlen
- 1987 - architectengroep Mecanoo, Delft
- 1985 - architect, beeldend kunstenaar John Körmeling, Eindhoven